# Sinoboletus albidus
Sinoboletus albidus är en svampart som beskrevs av M. Zang & R.H. Petersen 2004. Sinoboletus albidus ingår i släktet Sinoboletus och familjen Boletaceae.   Inga underarter finns listade i Catalogue of Life.